# Jęczmienna Żołądkowa Gorzka
Jęczmienna Żołądkowa Gorzka – wódka polska czysta, wytwarzana z jęczmienia przez Z.P. Polmos Lublin Stock Polska.

## Charakterystyka
Jęczmienna Żołądkowa Gorzka to pierwsza polska wódka powstała jedynie z ziarna jęczmienia. Zawiera 40% alkoholu. Charakteryzuje się jęczmiennym aromatem i gładkim, czystym smakiem. Na polskim rynku zadebiutowała w październiku 2011 r.

## Wyróżnienia i nagrody
- 2012: Złoty medal instytutu Monde Selection[2]